# 新丰公主 (北魏)
新丰公主（?—?），河南洛阳人，追尊魏景穆帝拓跋晃曾孙女，司空公、任城王元澄之女。
新丰公主嫁给了杜攢，杜攢当时在西魏任黄门侍郎，兼任度支尚书、卫大将军、西道行台。永熙二年六月，新丰公主在长安因为疾病去世，朝廷追赠京兆郡公主。